# Zanzibar Tavern

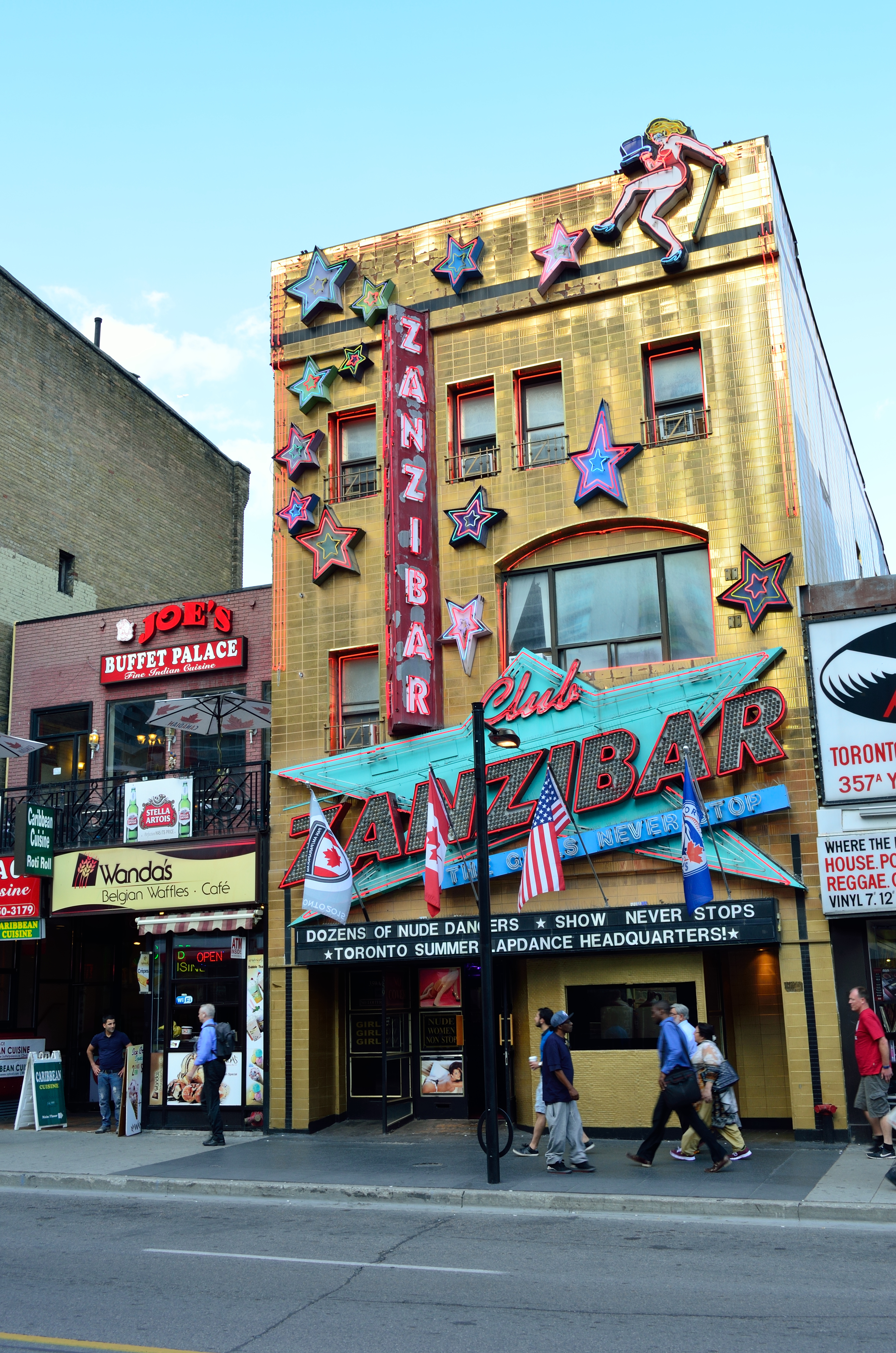
Zanzibar Tavern

A Zanzibar Tavern é uma casa noturna existente em Toronto, Ontario.
Está localizado na Yonge Street, sendo uma das casas noturnas mais antigas da cidade, celebrando seu quinquagésimo aniversário em 2010.
Iniciou as atividades baseando-se em shows de jazz e blues na década de 1960.